# Katteskjæret
Katteskjæret est une île norvégienne dans le comté de Hordaland. Elle appartient administrativement à Litlakalsøy.

## Géographie
Rocheuse et désertique, pratiquement à fleur d'eau, elle s'étend sur environ 31 m de longueur pour une largeur approximative de 22 m. 